# Nachal Šimrija
Nachal Šimrija (hebrejsky נחל שמריה) je vádí v jižním Izraeli, v severní části Negevské pouště.
Začíná v nadmořské výšce okolo 200 metrů jižně od vesnice Tarabin as-Sani, v mírně zvlněné bezlesé pouštní krajině. Vede pak k západu, z jihu míjí vesnici Mišmar ha-Negev a ze severu obec Ešel ha-Nasi, přičemž vstupuje do krajiny, která díky soustavnému zavlažování ztratila převážně svůj pouštní charakter. U vesnice Gilat podchází těleso dálnice číslo 25. Postupně se výrazněji zařezává do okolního terénu, přičemž dno údolí je na dolním toku pokryto vegetací. Ze severu obchází vesnici Bitcha a východně od obce Ranen ústí zprava do vádí Nachal Patiš.